# لامبورگینی براوو
لامبورگینی براوو (به انگلیسی: Lamborghini Bravo) یک خودروی مفهومی است که توسط مارچلو گاندینی در برتونه برای لامبورگینی طراحی شده‌است. اولین بار در سال ۱۹۷۴ در نمایشگاه خودروی تورین ارائه شد.

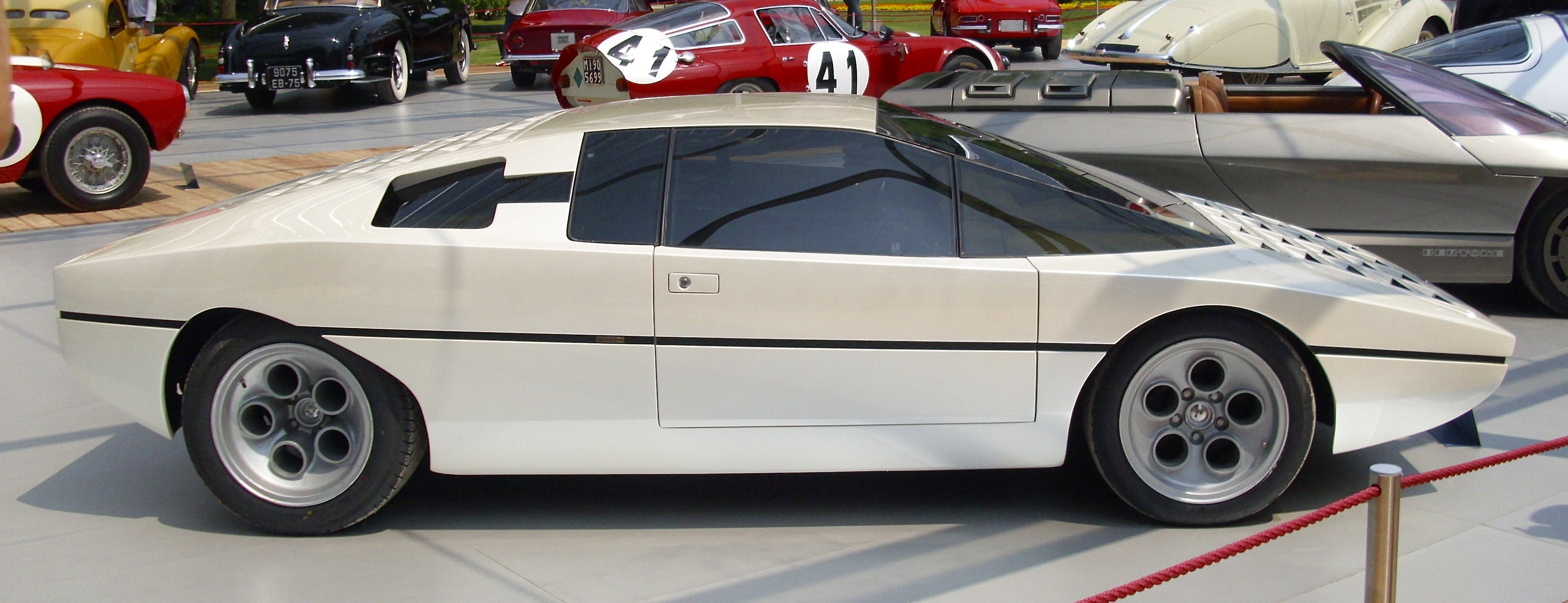
نمای کنار

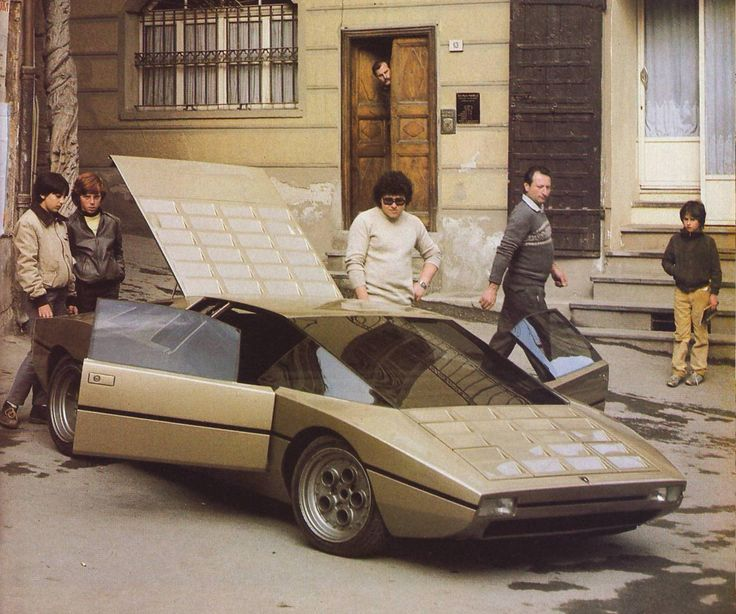
لامبورگینی براوو در ایتالیا در سال ۱۹۷۴

براوو برای نمایش ایده‌هایی برای جایگزینی برای اوراکو طراحی شده‌است. نمونه اولیه کاملاً کارآمد بر روی شاسی اوراکو ساخته شد که فاصله بین دو محور آن ۱۷۵ میلی‌متر کاهش یافته بود و دارای یک موتور ۳٫۰ لیتری ۳۰۰ اسب بخار (۲۲۴ کیلووات) بود. وی۸ که چرخ‌های عقب را به حرکت درمی‌آورد، پیش از قرار گرفتن در موزه برتون، نزدیک به ۱۶۸٬۰۰۰ مایل (۲۷۰٬۰۰۰ کیلومتر) آزمایش را پشت سر گذاشت. هرگز تولید نشد، اما بسیاری از ویژگی‌های ظاهری از کانتاش الهام گرفته شد، از جمله ویژگی‌های زاویه‌دار و چیدمان پنجره.
براوو در حراجی به قیمت ۵۸۸٬۰۰۰ یورو در ۲۱ مه ۲۰۱۱ فروخته شد. براوو چندین رنگ مختلف داشته‌است، ابتدا زرد مرواریدی، سپس سبز، پس از آن شامپاین و در آخر سفید. این تغییرات رنگ منجر به گمانه زنی‌های نادرست مبنی بر تولید چندین خودرو شده‌است، اما منابع رسمی تأیید می‌کنند که تنها یک خودرو ساخته شده‌است.